# Kvarnholmsvägen

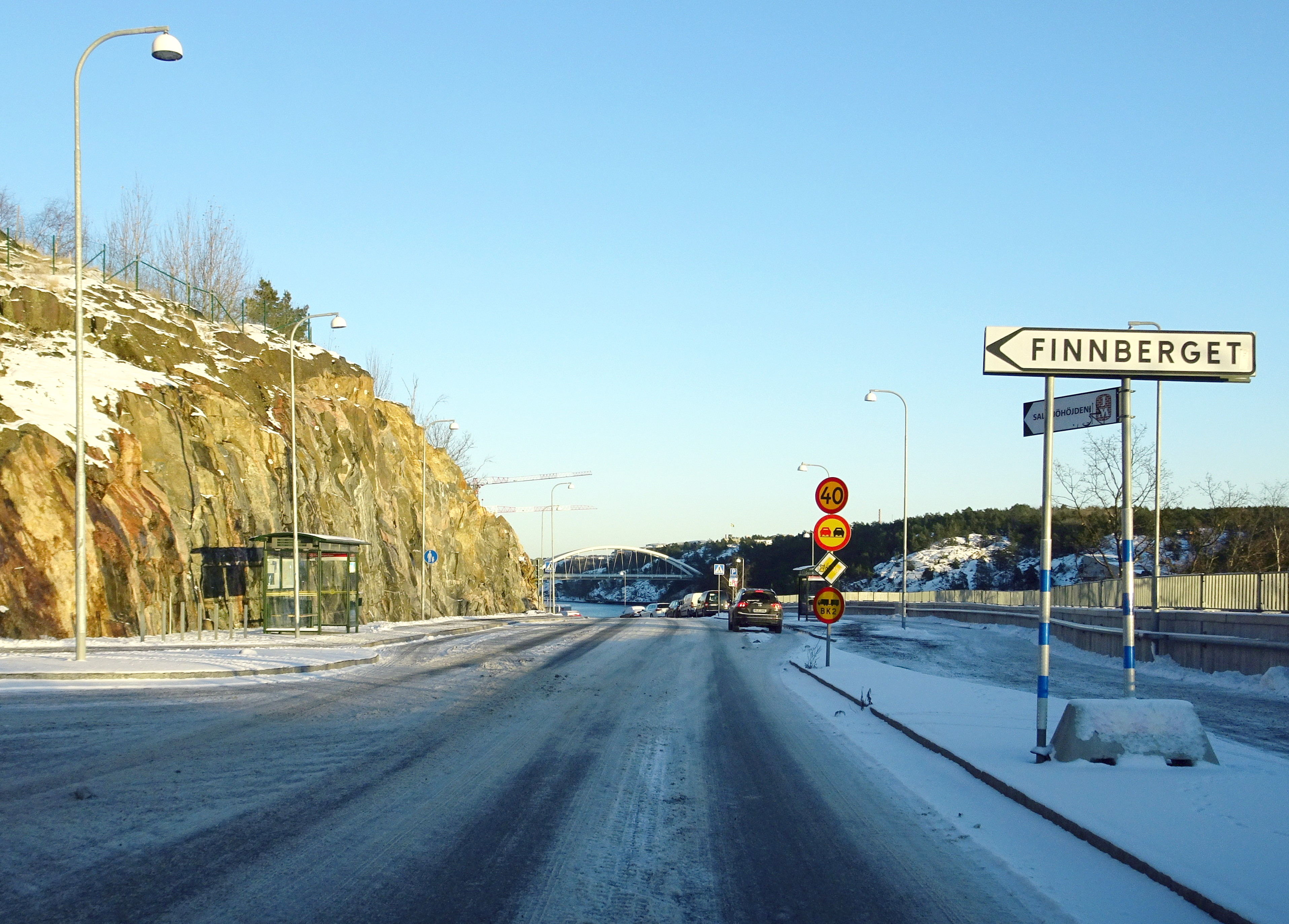
Kvarnholmsvägen österut vid Finnberget, januari 2022.

Kvarnholmsvägen är en gata på nordvästra Sicklaön i Nacka kommun. Gatans sträcker sig från Värmdövägen vid Henriksdals trafikplats i Stockholms kommun via Kvarnholmen till Värmdöleden vid Trafikplats Kvarnholmen i Nacka kommun och är 3,4 kilometer lång. På sin sträckning passerar vägen Kvarnholmsbron, Svindersviksbron och Ryssbergstunneln.

## Historik

### Vägens föregångare
En föregångare till dagens Kvarnholmsvägen var en landsväg som på 1600- och 1700-talen sträckte sig genom Henriksdals dalgång och gick dels till ett beckbruk vid Saltsjön, dels till Gäddviken vid Svindersviken där det fanns ytterligare ett beckbruk. I väster, närmast Hammarby sjö gick vägen till Danviks hospital och vidare till Stockholm. Någon förbindelse med Kvarnholmen (dåvarande Hästholmen) existerade inte.

### Vägen till Kvarnholmen

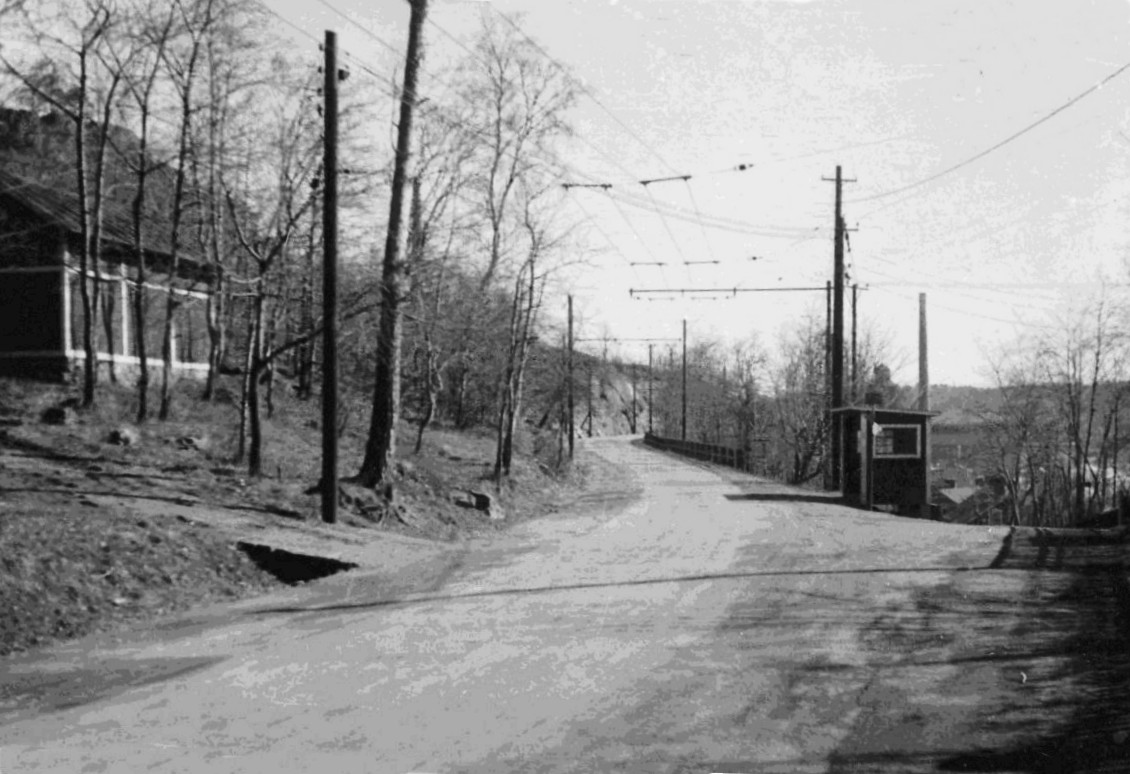
Kvarnholmsvägen vid Finnberget, 1947.

Först när Kvarnholmsbron invigdes 1925 fanns en fast vägförbindelse över Hästholmssundet till Kvarnholmen. Tillsammans med bron var Kvarnholmsvägen en av Sveriges första privata betongvägar, ägd av Kooperativa Förbundet som hade sin kvarnverksamhet på Kvarnholmen. KF höll på att bygga upp ett kooperativt mönstersamhälle på holmen och såg det som angeläget att snabbt få till stånd en bra förbindelseväg från och till Stockholm. Även med vägbygget ville man vara i framkant och använde sig av moderna byggnadsmaterial och metoder. Entreprenören var AB Vägförbättringar, som anlade en betongvägbana på en fem meter bred makadamsträng. Betongen ansågs nödvändig för att kunna tillåta tung fordonstrafik till industrierna på Kvarnholmen och Gäddviken.
Kvarnholmsbron kompletterades 1932 med ytterligare en bro ovanför den gamla. Dubbelbron kom att räknas till Sveriges första i sitt slag. Den övre körbanan ledde upp till den nya bostadsbebyggelsen vid Tre kronors väg (dåvarande Övre Kvarnvägen) medan den nedre svarade för förbindelsen med kvarnanläggningen vid Saltsjön. Den övre bron revs igen 1985.
På 1940-talet trafikerades både Kvarnholmsvägen och Övre Kvarnvägen av trådbussar på sträckan Slussen – Danvikstull – Kvarnholmen. Trafiken drevs av Kooperativa Förbundets eget bolag Trafikaktiebolaget Stockholm-Kvarnholmen (TSK). Trådbussen kunde även ha personsläpvagn och gods transporterades med trådlastbilar. Linjen lades ner 1959. Numera går buss linje 402 på sträckan Slussen – Danvikstull – Henriksdal – Kvarnholmen – Nacka Forum.
Henriksdals trafikplats med en planfri korsning för Saltsjöbanan anlades i mitten av 1960-talet efter att en stadsplan för området vunnit laga kraft några år tidigare. Innan dess fortsatte Kvarnholmsvägen ett litet stycke in i Stockholm och slutade ungefär vid dagens Anders Franzéns park. Trafikplatsens västra del, som ligger i Stockholms kommun, fick en ny stadsplan 1975 som innebar att Värmdövägen i samband med Stadsgårdsledens utbyggnad kunde breddas till sex körfält från Danvikskanalen till korsningen med Kvarnholmsvägen.

Historiska bilder
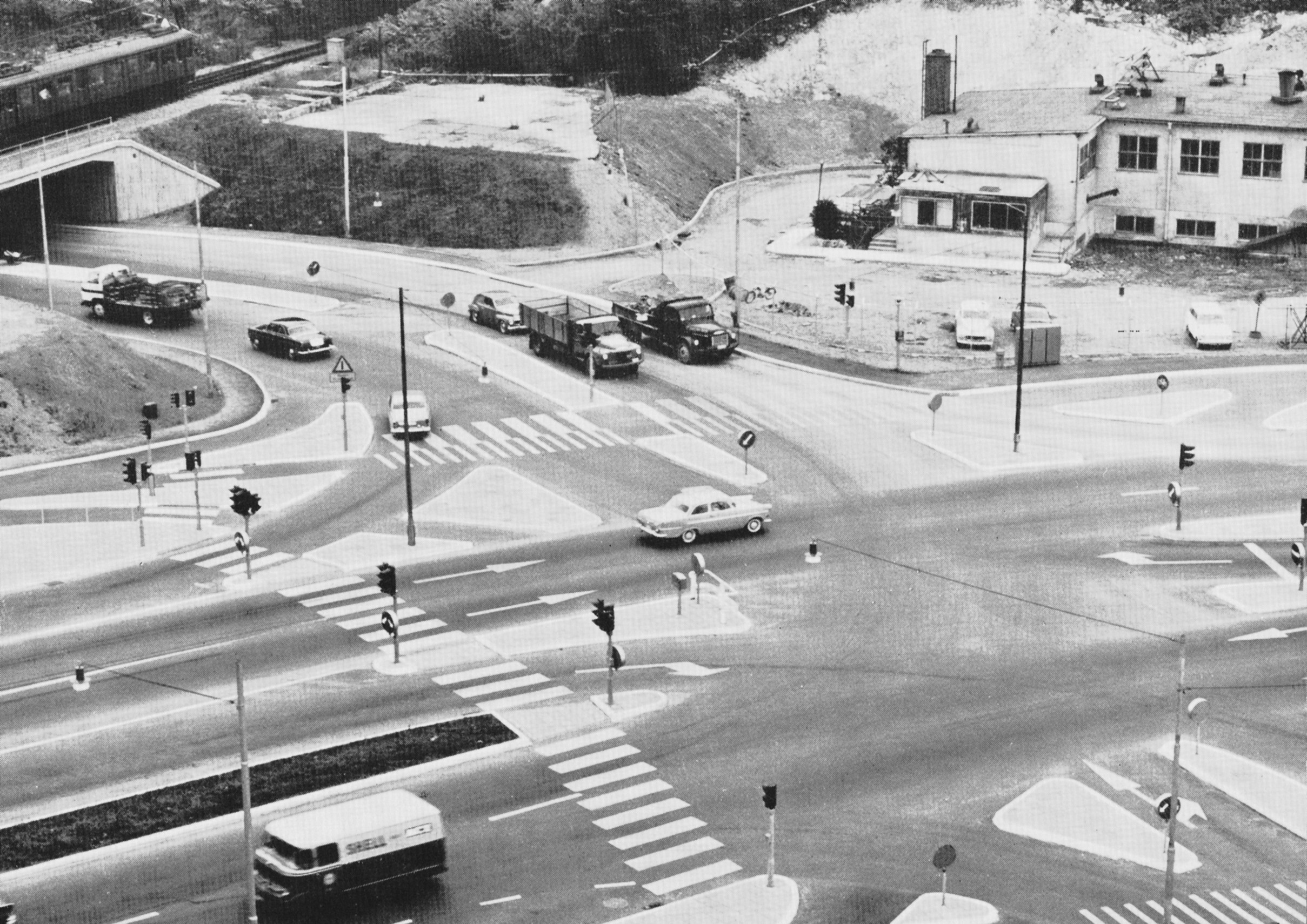
Henriksdals trafikplats strax efter invigningen 1964.
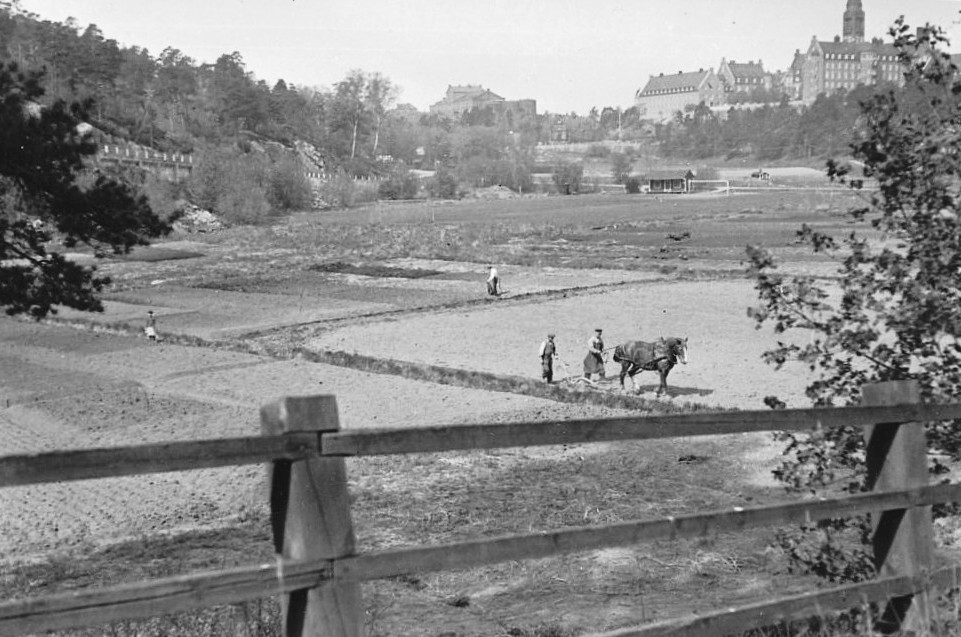
Henriksdals äng, Kvarnholmsvägen går längst bort till vänster, 1937.
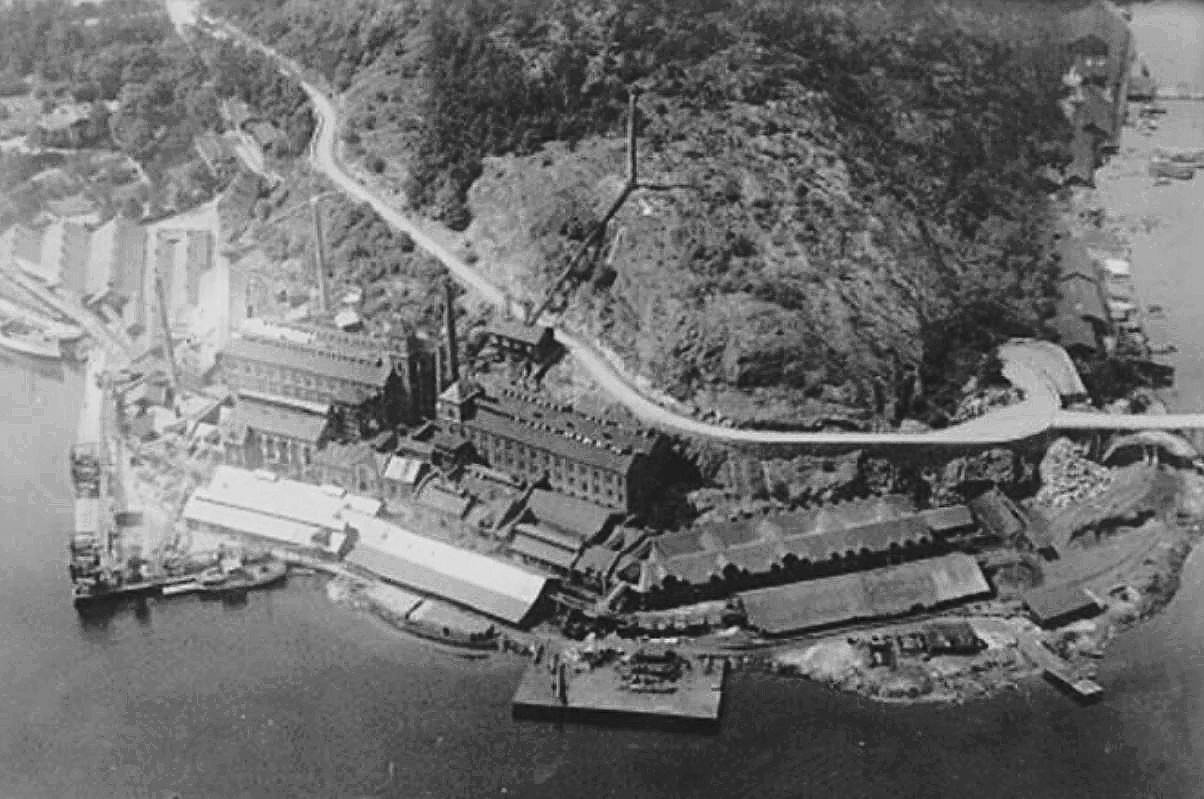
Kvarnholmsvägen vid Superfosfatfabriken, 1936.
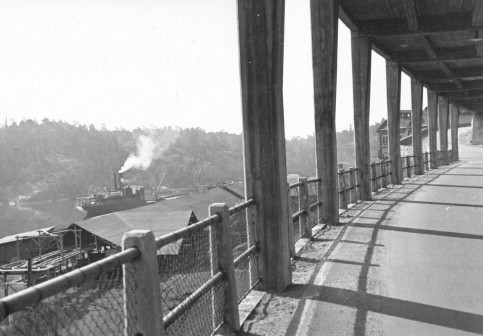
Kvarnholmsvägen västerut på Kvarnholmsbrons undre etage, 1935.

### Vägen till Nacka
En detaljplan för Kvarnholmsvägens anslutning med bro och tunnel till Värmdöleden upprättades 2009 och vann laga kraft i april 2013. Anslutningen kallas Kvarnholmsförbindelsen. Syftet för denna vägsträcka var att skapa en bättre trafikinfrastruktur för nordvästra Nacka genom en snabb förbindelse mellan Kvarnholmen och Nacka Centrum. Därigenom ville kommunen skapa goda förutsättningar för Kvarnholmens förvandling från industriområde till bostadsområde med många nya invånare. Man ville även förbättra kollektivtrafiken, skapa god tillgänglighet till kommunal och kommersiell service samt ytterligare en tillfart till nordvästra Sicklaön. Förbindelsen skulle även bli en avlastning av Henriksdals trafikplats. Kvarnholmsförbindelsens största delprojekt var Svindersviksbron och Ryssbergstunneln som båda invigdes i juni 2016. I och med invigningen fick Kvarnholmsvägen sin nuvarande sträckning från Henriksdals trafikplats till trafikplats Nacka.

Nutida bilder, på vägen från väster till öster
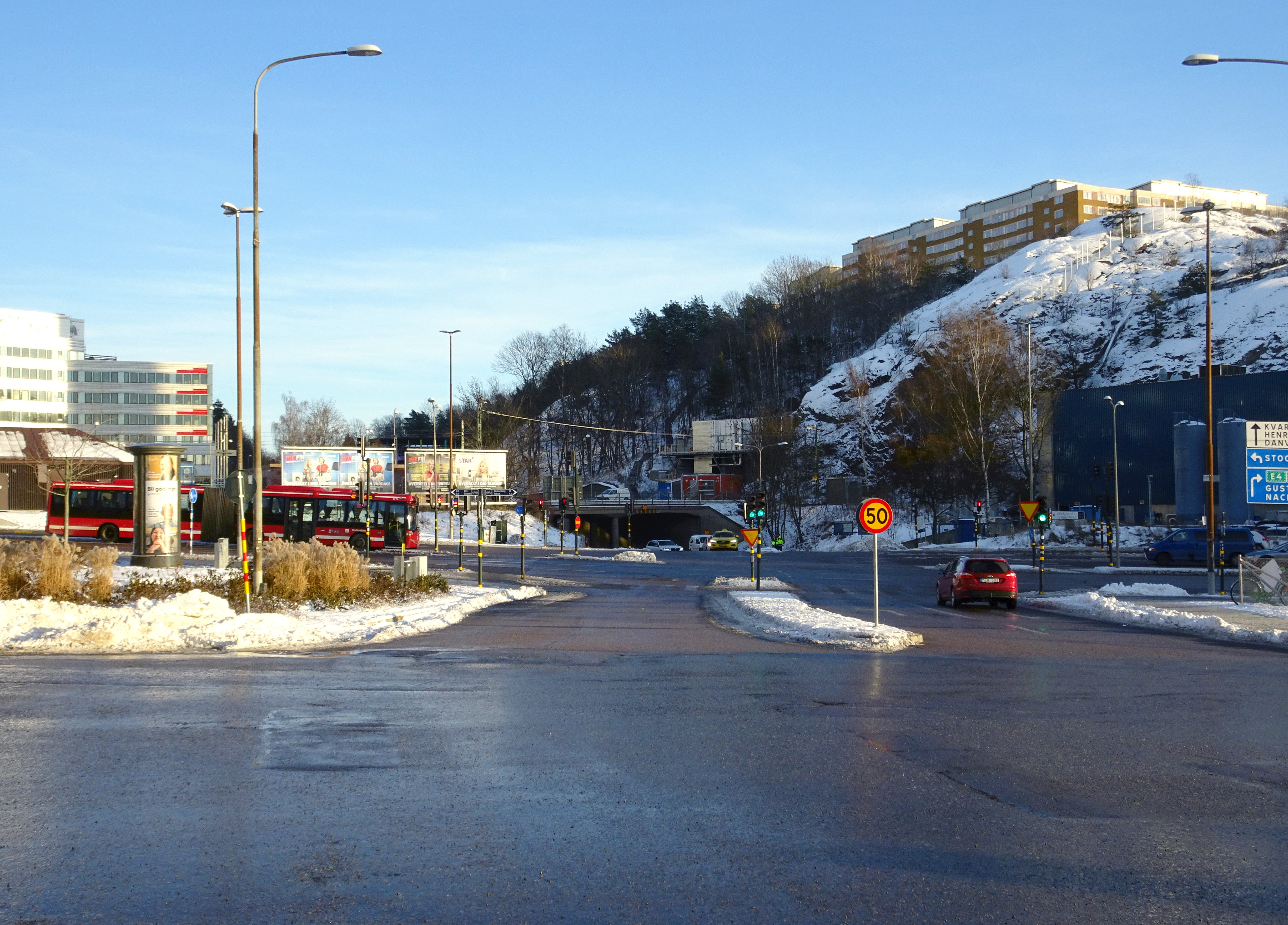
Kvarnholmsvägen vid Henriksdals trafikplats.
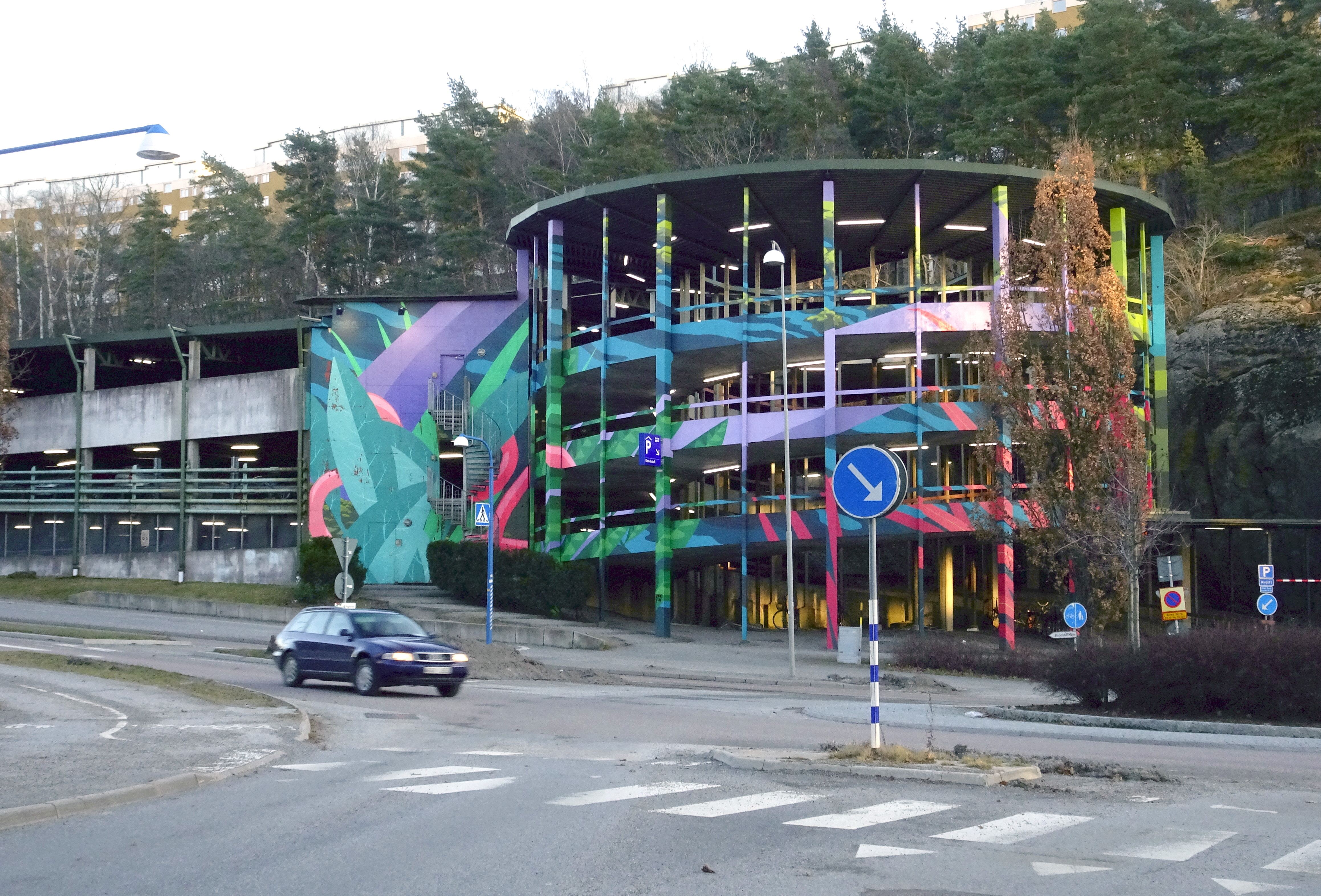
P-huset vid Kvarnholmsvägen 12.
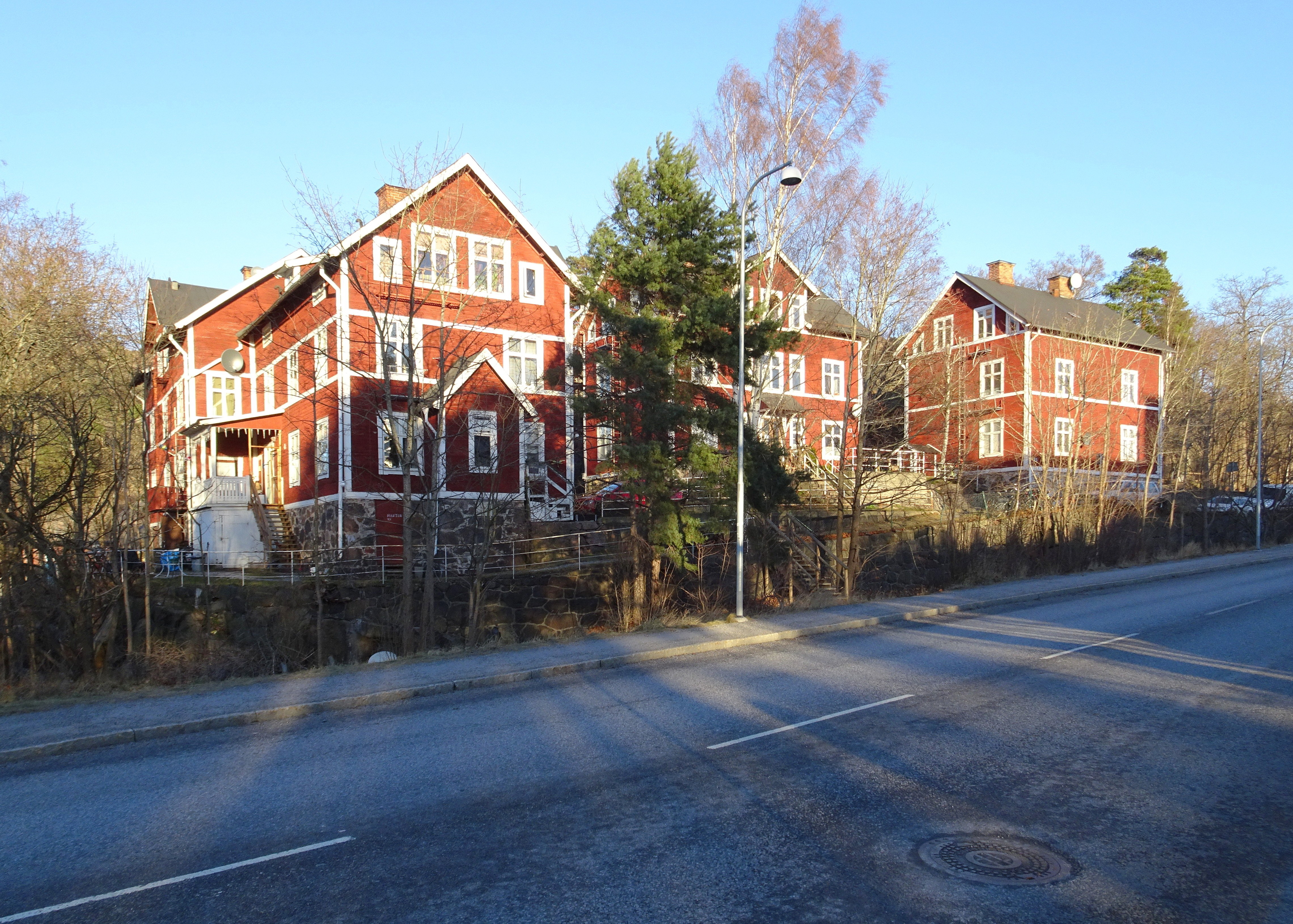
Gäddvikens superfosfatfabrikens före detta arbetarbostäder.
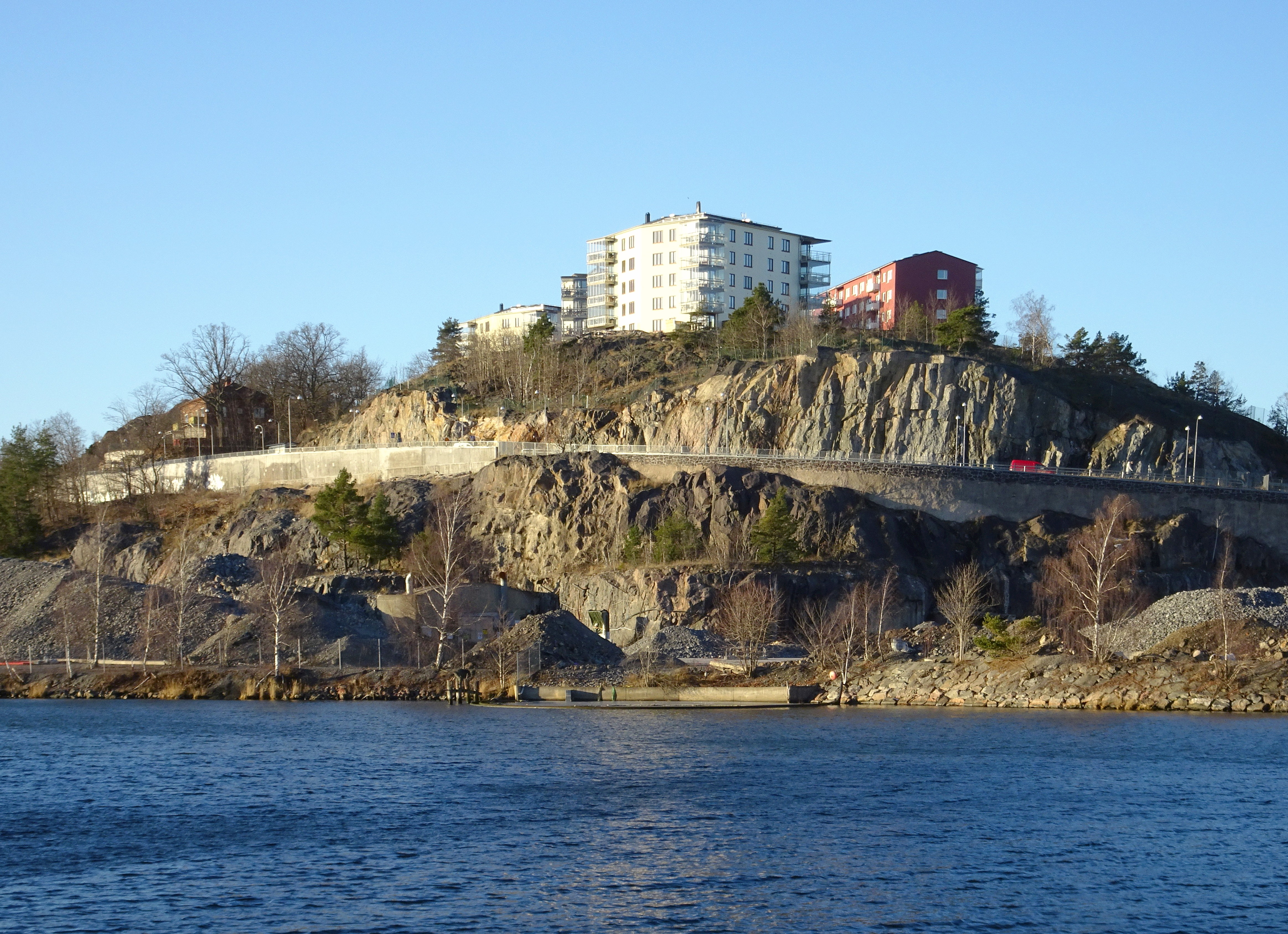
Kvarnholmsvägen nedanför Finnberget.

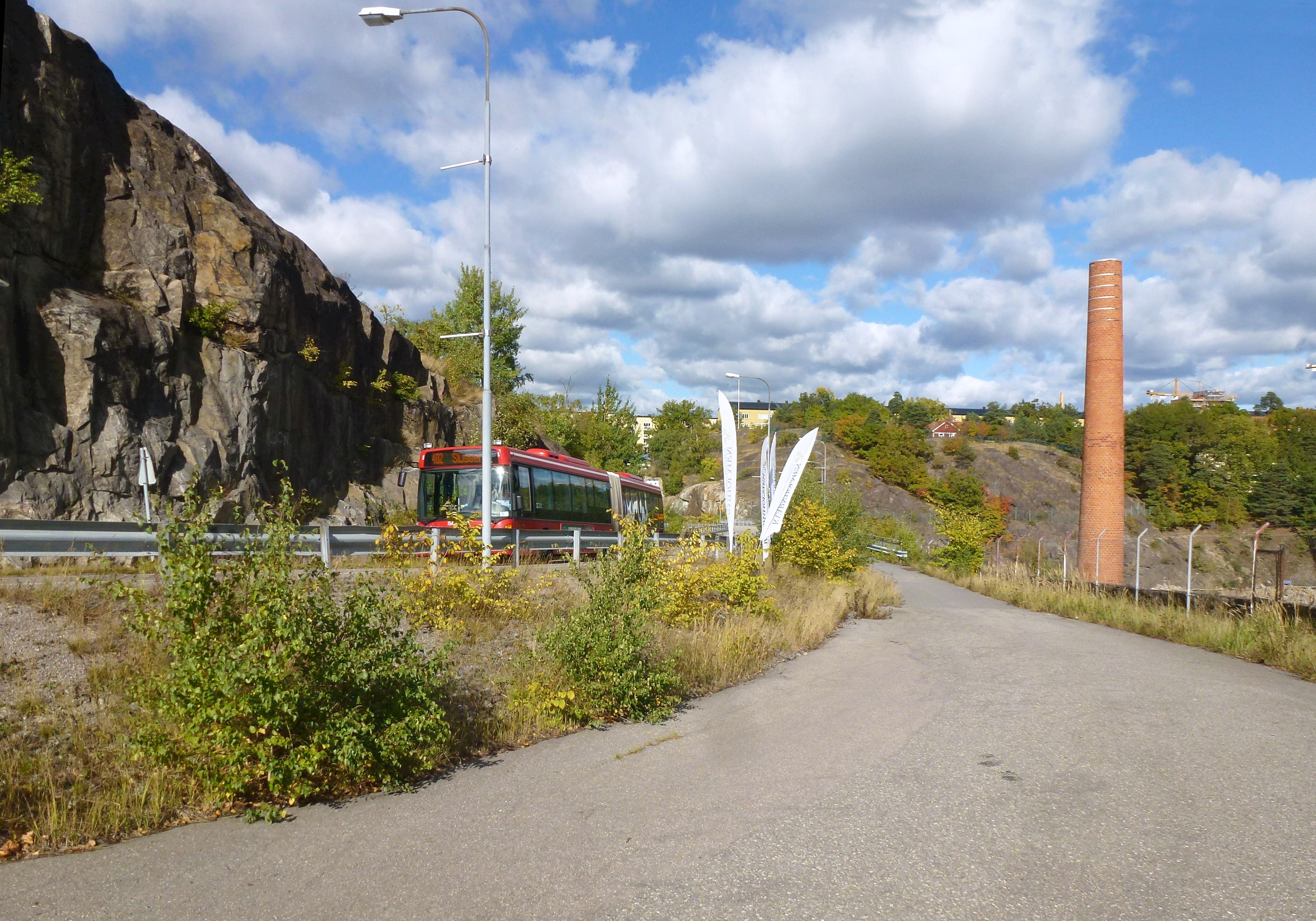
Kvarnholmsvägens äldre del vid Kvarnholmsbron.
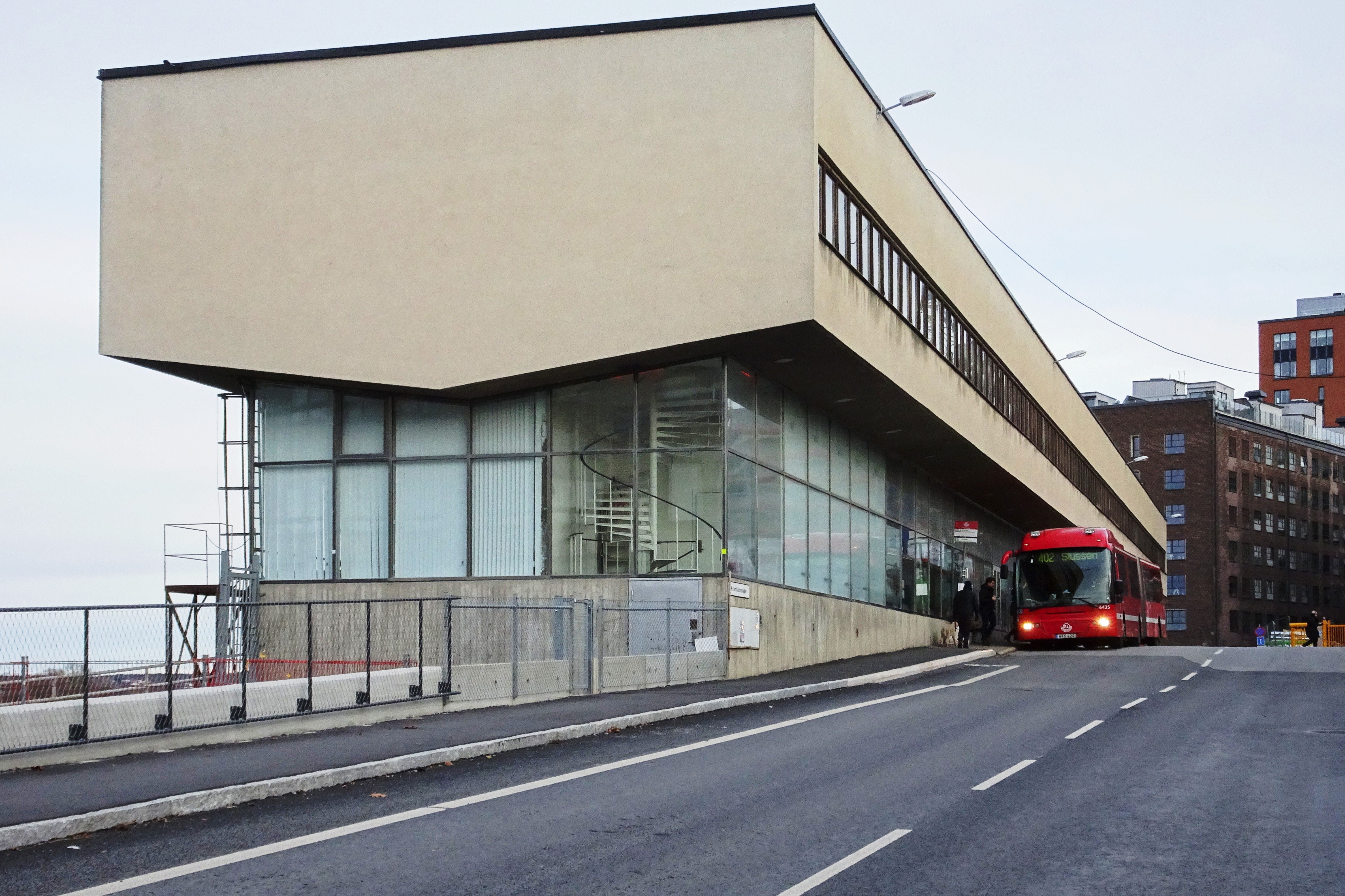
Kvarnholmsvägen och buss 402 vid Munspelet.
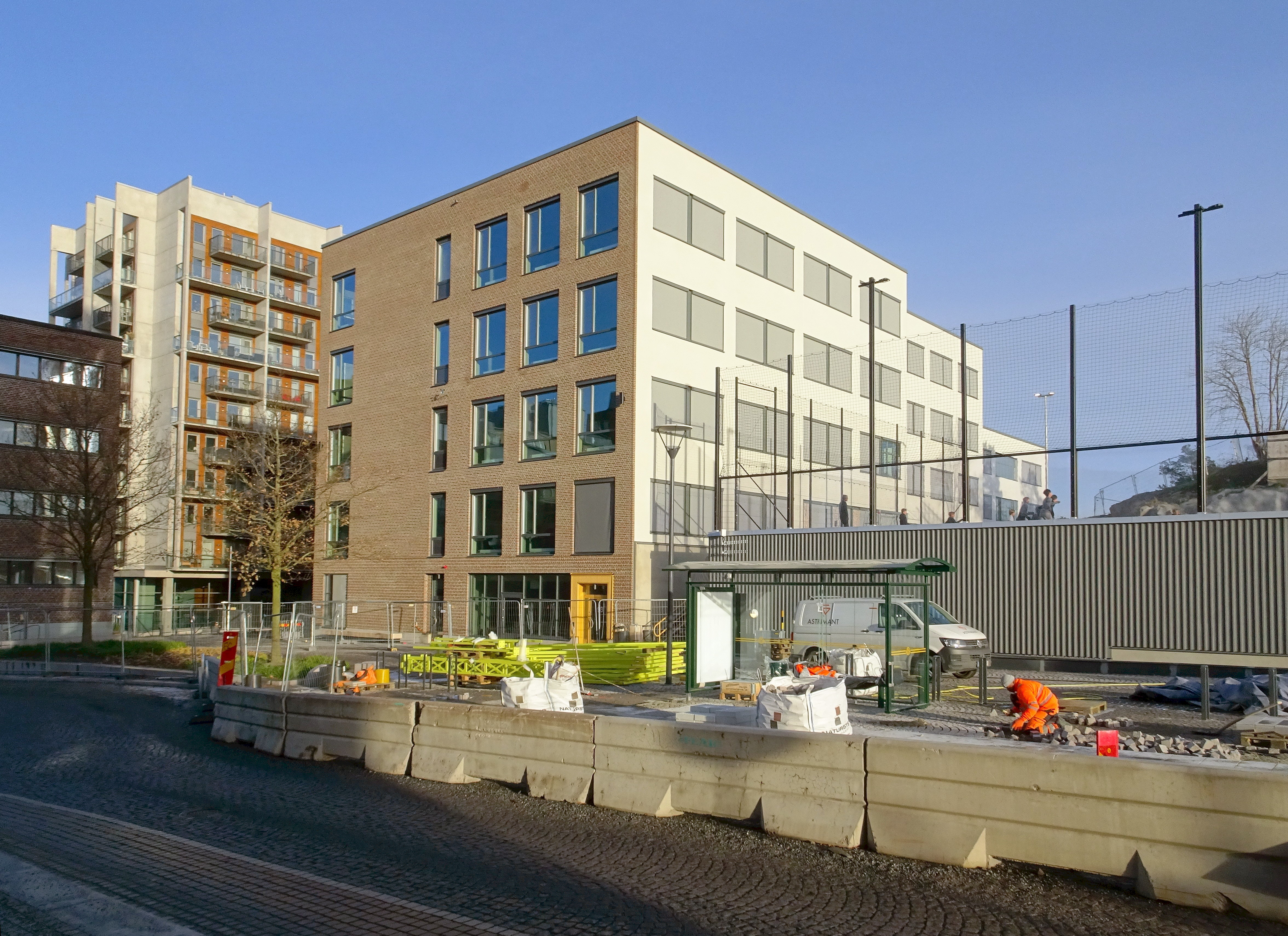
Kvarnholmsvägen vid Ebba Braheskolan.
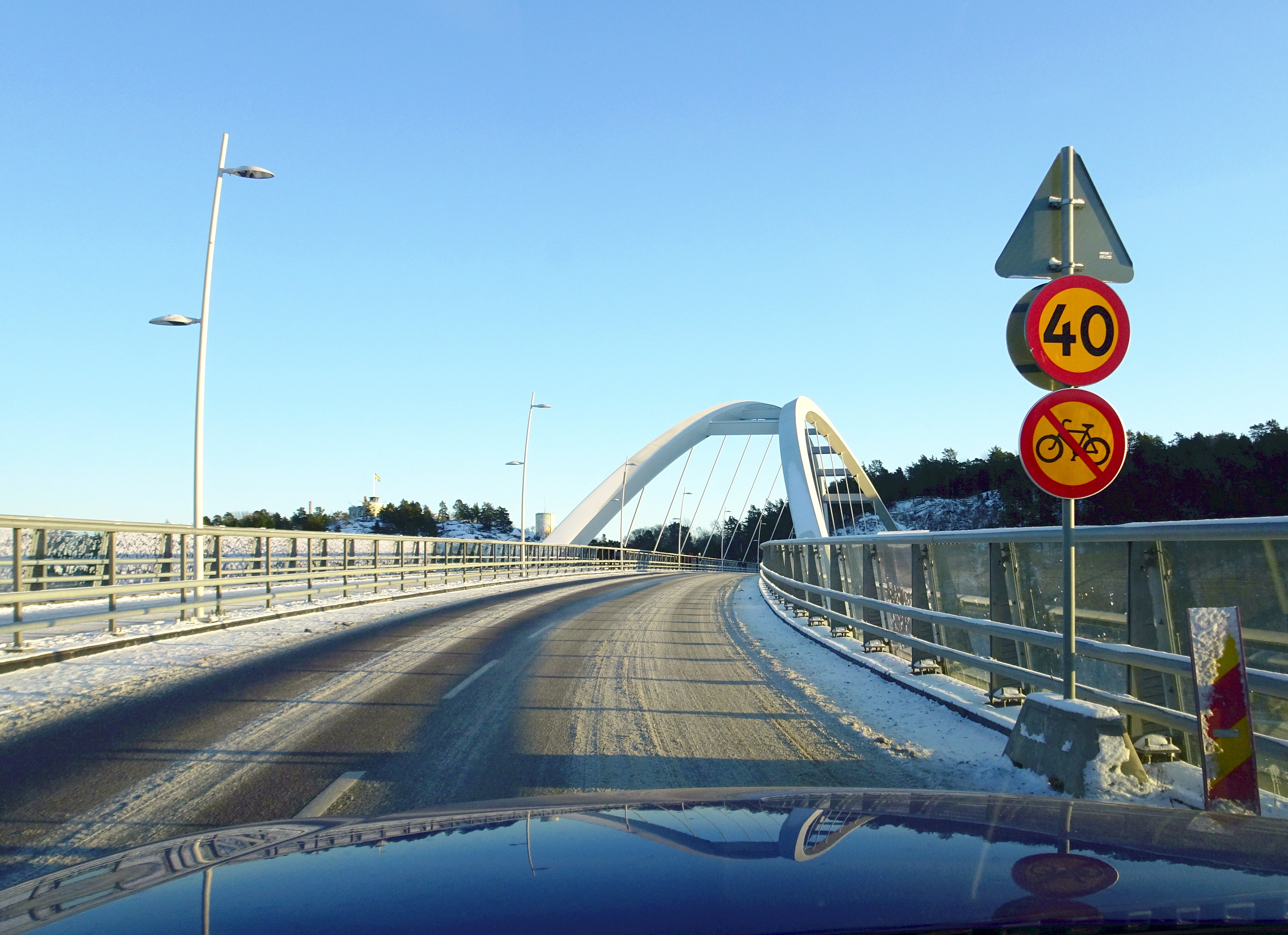
Kvarholmsvägen vid Svindersviksbron.

### Källor

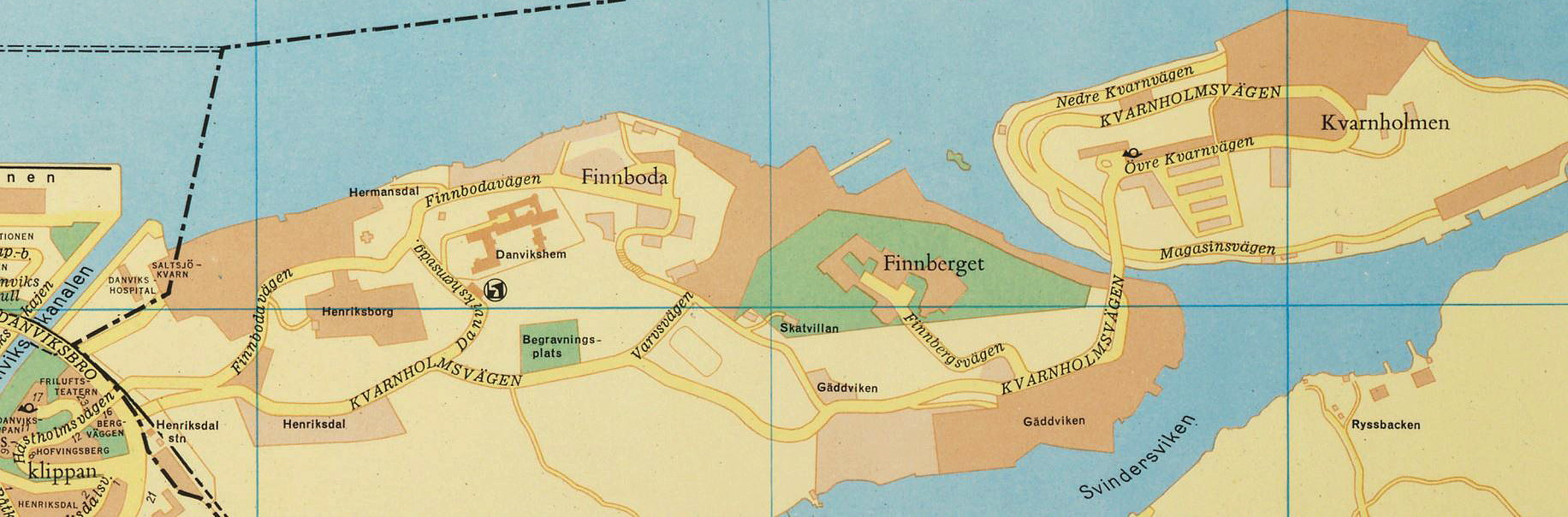
Kvarnholmsvägens sträckning på 1950-talet.